# Niels Ferlov
Niels Jan Ferlov (født 6. januar 1913 i København, død 9. juli 1981 sammesteds (Hvidovre Hospital)) var en dansk rektor. Han var søn af ingeniør Thorvald Ferlov og Fanny f. Hansen.
Gift i Stockholm, d.17.sept. 1944, med Ingrid Solfrid Martelius, f. 31. maj 1923.
Niels Ferlov blev klassisk sproglig student fra Østre Borgerdyd i 1931 og blev cand.mag i dansk og latin i 1938 med udmærkelse og omtale i landets aviser. Hans store interesse for det latinske sprog og Romerriget gav anledning til mange studierejser - siden også med elever til Italien.
I 1939 blev han efter bestået pædagogikum ansat som adjunkt ved Maribo Gymnasium.
Mellem 1942-45 var Niels Ferlov ansat som dansk lektor i Sverige, hvilket førte ham på rejser rundt i hele landet for at undervise og holde foredrag om Danmark, dansk litteratur og historie. Desuden læste han op i Sveriges Radio.
I 1945 efter krigen vendte Ferlov tilbage til Maribo i to år, hvorefter han blev ansat som adjunkt på sin gamle skole, Østre Borgerdyd, i 1947. Lektor blev han i 1956 og derefter allerede i 1958 udnævnt til rektor for den nyoprettede Rødovre Statsskole, landets yngste rektor.
Niels Ferlov underviste desuden i perioder ansat på N. Zahles Faglærerkursus fra 1952-55, Danmarks Lærerhøjskole, og N. Zahles og Ingrid Jespersens Gymnasium i latin.
Udbygningen af det første gymnasium på Vestegnen blev en livsopgave for Niels Ferlov, han prøvede at viderebringe ånden fra Østre Borgerdyd, han var ansat på Rødovre Statsskole til sin pensionering i 1979.
Af litterære faglige værker kan nævnes dansk-svensk Ordbog i samarbejde med Bertil Molde. Norsk-svensk litteratur for gymnasiet, i samarbejde med Monrad-Møller og Tolderlund-Hansen. Allerede som studerende arbejdede han på den store danske ordbog og det var det der gjorde, at han fra 1952 blev medarbejder ved Nudansk Ordbog, under dr.phil Lis Jacobsen - i en periode også som redaktør.
Han var medlem af Dansklærerforeningens bestyrelse fra 1954; fra 1955 som formand. Som ung var han sekretær for Selskabet for Nordisk Filologi. Hans bisættelse fra Holmens Kirke blev forrettet af Pastor Børge Ørsted, også en gammel elev fra Østre Borgerdyd.
Urnen blev nedsat på Assistens Kirkegård. Niels Ferlov var fætter til Sonja Ferlov Mancoba, som også ligger begravet der.